# アメリカセンナ
アメリカセンナ（学名：Senna hebecarpa）はマメ科センナ属の常緑低木～多年草。帰化植物。
本項ではYListに従いS. hebecarpaの学名を充てるが、林・名嘉（2022）は学名不明としている。

## 特徴
高さ0.5–1.5 m。葉は3 cmほどの葉柄をもつ偶数羽状複葉で互生し、長さ15–20 cm。小葉は4–8対で歪んだ披針形、長さは3–6 cmほどで、各小葉の先は尖る。小葉柄は長さ2 mmほどで有毛。花は鮮やかな黄色で径4 cmほど、頂生の散房花序に多数つく。開花期は春～夏。豆果は長さ約10 cm、幅約1 cmでゆるやかに曲がり10–20節で、下を向く。種子は倒卵形～卵状楕円形で長さ約4–5 mm、幅約2 mm。
本種と同様に琉球諸島へ帰化しているとされる同属のハブソウに小葉の形態が似るが、ハブソウの豆果は上を向きこん棒状になる点で本種とは異なる。

## 分布と生育環境、利用
北米原産。沖縄県へは1970年頃に庭園樹として導入、庭や公園に植栽される。また、逸出したものが集落内外で生育。